# Gmina Maple River (Iowa)

Położenie Gminy Maple River w hrabstwie Carroll

Gmina Maple River (ang. Maple River Township) – gmina w USA, w stanie Iowa, w hrabstwie Carroll. Według danych z 2000 roku gmina miała 510 mieszkańców.